# Yes Stars
Yes Stars est un groupe israélien de chaînes télévisées diffusant des programmes, émissions et séries américaines et britanniques.
Le groupe diffuse les six chaines suivantes :
- Yes Stars Drama - Télé montrant des séries tragiques, et télé-réalité, diffusée en haute définition.
- Yes Stars Action - Séries et films Thrillers, Science-fiction, et d'action. Aussi diffusée en haute définition.
- Yes Stars Comedy - Comédies.
- Yes Stars Base - Diffuse des shows en collaboration avec HOT, un autre groupe de télécommunication israélien.
- Yes stars Isreali - Montrant des films spécialement israéliens

Yes stars Drama, Yes stars Action, Yes stars Comedy diffusent les nouveaux épisodes de leurs séries chaque week-end.
La chaine est connue notamment pour avoir diffusé le téléfilm « The Final Break » en première mondiale, avant la FOX en Amérique.